# 2021 na música
A seguir estão listados eventos notáveis e lançamentos ocorridos em 2021 na música mundial.

## Acontecimentos
- 14 de janeiro - Marina Sena lança sua primeira música na carreira solo Me Toca.
- 15 de janeiro - Zayn lança o seu álbum Nobody Is Listening

- 17 de fevereiro - O cantor Belo é preso pela Polícia Civil do Rio de Janeiro em investigação por apresentação feita no Complexo da Maré apesar das proibições devido à pandemia e invasão à escola onde o evento ocorreu. O cantor foi liberado no dia seguinte através de um habeas corpus.[1]

- 22 de fevereiro - A dupla de música eletrônica Daft Punk anuncia a separação após 28 anos de carreira.[2]

- 12 de março - Selena Gomez lançou seu primeiro extended play Revelación completamente em espanhol.[3]

- 14 de março - Folklore, de Taylor Swift, ganha álbum do ano e Everything I Wanted, de Billie Eilish, é eleita gravação do ano no Grammy 2021.[4]

- 18 de maio a 22 de maio - Acontece o Festival Eurovisão da Canção 2021 em Roterdã, Países Baixos, após o cancelamento da edição de 2020 devido à pandemia de COVID-19, tendo como vencedores a banda Måneskin, representando a Itália.[5][6]

- 24 de maio - O baixista de Megadeth, David Ellefson, é expulso da banda após ser acusado de Pedofilia.[7]
- 10 de junho - Marina Sena lança seu single Voltei Pra Mim.
- 3 de julho - Completa 50 anos da morte do cantor Jim Morrison[8]
- 5 de agosto - Blackground Records anuncia que todos os álbuns lançados sob a gravadora seriam oficialmente relançados nos formatos físicos e digitais e disponibilizados nas plataformas de streaming, após anos sem serem distribuídos, incluindo os álbuns de estúdio da cantora Aaliyah.[9]
- 19 de agosto - Marina Sena lança o seu primeiro álbum de estúdio De Primeira.
- 20 de agosto - One in a Million (1996) de Aaliyah é lançado oficialmente nas plataformas de streaming e download digital.[10]

- 2 de setembro - Após 40 anos em hiato, o grupo musical ABBA retorna com duas músicas inéditas: "I Still Have Faith in You" e "Don’t Shut Me Down". As duas faixas fazem parte do álbum "The Voyage", que será lançado em novembro de 2021.[11]
- 10 de setembro - Aaliyah (2001) de Aaliyah é lançado oficialmente nas plataformas de streaming e download digital.[12]
- 21 de setembro - Diante do Trono lança seu 20º álbum ao vivo: Respirar, gravado em dezembro de 2020.[13]

- 5 de novembro - Marília Mendonça morre após sofrer um acidente aéreo na cidade de Piedade de Caratinga, quando ia de Goiânia, até Caratinga, onde iria fazer um show.[14]

- 12 de novembro - a banda Emigrate, projeto paralelo de Richard Kruspe, guitarrista do Rammstein, lança seu quarto álbum, "The Persistence of Memory".[15]
- 12 de novembro - a cantora Fernanda Brum lança o álbum "Do Éden ao Éden", o primeiro lançado pela Sony Music.

- 19 de novembro – a banda de rock britânica Oasis lança um álbum ao vivo e documentário denominado Oasis Knebworth 1996, gravado durante o Festival Knebworth, na Inglaterra, em agosto de 1996.[16]
- 24 de novembro - Marina Sena lança o single Por Supuesto.
- 3 de dezembro - a cantora Fernanda Brum lança o primeiro EP do projeto: Reunion (Ao Vivo no Sintonize), em parceria com a Filtr Gospel.[17]

## Mortes
- 1 de Janeiro - Carlos do Carmo (81, cantor fadista)[18]
- 3 de janeiro - Gerry Marsden (78, cantor e compositor)[19]
- 7 de janeiro - Genival Lacerda (89, cantor e compositor de forró)[20]
- 13 de janeiro - Sylvain Sylvain (69, guitarrista, membro da banda de rock New York Dolls)[21]
- 16 de janeiro - Phil Spector (81, produtor musical e compositor)[22]
- 29 de janeiro - Hilton Valentine (77, músico, guitarrista original da banda The Animals.)[23]
- 30 de janeiro - Sophie (34, música, produtora musical, compositora, cantora e DJ)[24]
- 30 de janeiro - Líber Gadelha (64, Produtor musical)[25]
- 6 de fevereiro - Zezinho Corrêa (69, Cantor, membro da banda Carrapicho)[26]
- 8 de fevereiro - Mary Wilson (76, cantora, integrante do The Supremes)[27]
- 11 de fevereiro - Joel Pina (100, Músico)[28]
- 17 de fevereiro - U-Roy (78, cantor de Reggae)[29]
- 2 de março - Bunny Wailer (73, Cantor, integrante do grupo de reggae The Wailers)[30]
- 3 de março - Maria José Valério (87, Cantora)[31]
- 7 de março - Lars Göran Petrov (49, Cantor de death metal)[32]
- 19 de Março - Irmão Lázaro (54, cantor gospel)[33]
- 21 de Março - Shahied Wagid Hosain (59, Cantor)[34]
- 3 de abril - Agnaldo Timóteo (84, cantor e compositor)[35]
- 9 de abril - DMX (50, rapper, compositor e ator)[36]
- 12 de abril - Hortêncio Langa (70, músico moçambicano de Marrabenta)[37]
- 14 de abril - Rusty Young (74, músico de country rock Poco)[38]
- 23 de abril - Milva (81, cantora, atriz e personalidade italiana de popularidade internacional)[39]
- 24 de abril - Christa Ludwig (93, cantora de Meio-soprano)[40]
- 28 de abril - Mara Abrantes (86, cantora e atriz)[41]
- 30 de abril - Ray Reyes (51, cantor, integrante da banda Menudo)[42]
- 8 de maio - Cassiano (77, cantor, compositor e guitarrista)[43]
- 16 de maio - MC Kevin (23, cantor de funk)[44]
- 29 de maio - B. J. Thomas (78, cantor)[45]
- 30 de maio - Dominguinhos do Estácio (79, músico e intérprete de samba-enredo carioca)[46]
- 3 de junho - Berenice Azambuja (69, cantora de música nativista gaúcha)[47]
- 12 de junho - Flaviola (68, poeta, cantor e compositor)[48]
- 15 de junho - Reynaldo Rayol (76, músico e produtor artístico)[49]
- 26 de junho - Johnny Solinger (55, músico, vocalista da banda Skid Row)[50]
- 1 de julho - Steve Kekana (62, cantor e compositor)[51]
- 5 de julho - Raffaela Carrà (78, cantora e atriz)[52]
- 6 de julho - Djivan Gasparyan (92, músico e compositor)[53]
- 26 de julho - Joey Jordison (46, músico, compositor e produtor musical, baterista e cofundador da banda de heavy metal Slipknot)[54]
- 28 de julho - Dusty Hill (72, baixista e cantor, integrante da banda ZZ Top)[55]
- 24 de agosto - Charlie Watts (80, baterista da banda de rock britânica The Rolling Stones)[56]
- 24 de agosto - Túlio Régis (59, cantor e compositor cristão)[57]
- 29 de agosto - Lee "Scratch" Perry (85, DJ, músico, técnico de som e produtor musical)[58]
- 5 de setembro - Sarah Harding (39, Cantora, compositora e atriz)[59]
- 20 de setembro - Claude Lombard (76, cantora)[60]
- 28 de setembro - Barry Ryan (72, cantor e compositor)[61]
- 29 de setembro - Hayko (48, cantor)[62]
- 2 de outubro - Sebastião Tapajós (78, violonista e compositor)[63]
- 12 de outubro - Emani 22 (22, cantora de R&G)[64]
- 13 de outubro - Nebelhexë (52, cantora e escritora)[65]
- 27 de outubro - Letieres Leite (61, compositor, educador e arranjador)[66]
- 2 de novembro - Sabah Fakhri (88, cantor e compositor)[67]
- 3 de novembro - Georgie Dann (81, cantor)[68]
- 5 de novembro - Marília Mendonça (26, cantora, compositora e instrumentista)[14]
- 17 de novembro - Theuns Jordaan (50, cantor, compositor e guitarrista)[69]
- 12 de dezembro - Vicente Fernández (81, cantor, produtor e ator)[70]
- 19 de dezembro - Drakeo the Ruler (28, rapper)[71]
- 23 de dezembro - Beni Borja (60, músico, compositor e produtor musical)[72]
- 29 de dezembro - Maurílio Delmont (28, cantor e multi-instrumentista, ex-integrante da dupla Luiza & Maurílio)[73]